# Rivière du Poste
La rivière du Poste est un cours d'eau du territoire non organisé de la Baie-de-la-Bouteille, dans la municipalité régionale de comté de Matawinie, dans la région administrative de Lanaudière, en Mauricie, au Québec, au Canada.
Situé en milieu forestier, le secteur de la rivière du Poste est accessible par diverses routes forestières menant à Saint-Michel-des-Saints ou permettant de longer la rivière Matawin vers l'est. Depuis la fin du XIXe siècle, la foresterie a été l'activité économique prédominante. Au XXe siècle, les activités récréo-touristiques ont été mises en valeur, notamment par les clubs privés de chasse et pêche. En 1998, la création des ZEC au Québec, a remplacé les clubs privés.
En 1931, la construction du barrage Matawin par la Shawinigan Water and Power Company, a augmenté considérablement le niveau de l'eau à l'embouchure de la rivière du Poste, créant le Réservoir Taureau. La surface de la rivière est généralement gelée de novembre à avril, sauf les zones de rapides et de chutes qui offrent un magnifique panorama de formes de glaces façonnées par le frimas et l'eau. La période de circulation sécuritaire sur la glace est habituellement de la mi-décembre à la fin mars.

## Géographie
La rivière du Poste prend sa source au barrage de la baie de la Traverse (altitude : 395 m) du lac Devenyns.
Cours supérieur de la rivière
À partir du barrage aménagé à son embouchure, la rivière descend sur 4,5 km selon les segments suivants :
- 450 m vers le sud-ouest, en traversant un petit lac relativement rond (longueur de 210 m ; altitude : 395 m)
- 1,42 km vers le sud-est, en traversant le lac Doucet (largeur maximale : 320 m ; altitude : 395 m) sur toute sa longueur ; ce lac comporte une baie longue de 210 m du côté sud ;
- 150 m vers le sud-est, en traversant un petit lac de 70 m ;
- 850 m vers le sud-est, en traversant une baie du lac Roe, sur sa pleine longueur ;
- 1,2 km vers le sud-ouest, en traversant le lac Roe (altitude : 391 m) ; ce lac comporte aussi une baie de 650 m orienté vers le sud-est. Au fond de cette baie, il y a la décharge du lac Jérôme, situé au nord-est, long de 4,4 km. Ce dernier lac reçoit la décharge des lacs Antoine et Hand ; ainsi que la décharge d'une série de lacs dont du Chevalier et Gervais ; ainsi que la décharge d'une série de lacs dont le lac Rocheux.

Cours en aval du lac Roe
À partir du lac Roe, la rivière du Poste poursuit son cours sur 2,5 km selon les segments suivants :
- 500 m vers le sud-ouest, jusqu'au lac Fourche ;
- 700 m en traversant vers le sud le lac Fourche (long de 990 m orienté vers le sud-ouest ; altitude : 389 m). Note : ce lac reçoit par l'ouest les eaux de la rivière Villiers laquelle draine notamment le lac Légaré ;
- 70 m orienté vers le sud-est jusqu'au lac Rhéault ;
- 1,2 km en traversant vers le sud-est le lac Rhéault (altitude : 384 m) sur sa pleine longueur. Ce lac reçoit les eaux de quelques lacs dont le lac Larose.

Parcours en aval du lac Rhéault
À partir du lac Rhéault, la rivière du Poste poursuit sa descente sur 9,6 km selon les segments suivants :
- 1,9 km jusqu'à l'embouchure du ruisseau Guénard venant de l'est. Il draine les eaux de plusieurs lacs dont le lac Guénard ;
- 1,1 km jusqu'à la chûte, en traversant le lac Pelletier (altitude : 386 m), formé par un élargissement de la rivière du Poste ;
- 750 m vers l'ouest, comportant quatre chûtes, jusqu'au lac Dargie ;
- 950 m vers le sud, en traversant le lac Dargie (long de 1,3 km orienté du nord au sud ; altitude : 369 m) ;
- 4,5 km vers le sud-ouest, comportant plusieurs rapides et chûtes ;
- 700 m vers le sud, en traversant un petit lac (long de 350 m ; altitude : 351 m), jusqu'à une chûte, correspondant à la limite nord de la Baie du Poste[2].

La rivière du Poste se déverse dans une baie étroite (longue de 1,5 km), laquelle constitue un appendice de la baie du Poste, soit la partie ouest du Réservoir Taureau.

## Toponymie
Le toponyme rivière du Poste a été officialisé le 5 décembre 1968 à la Banque des noms de lieux de la Commission de toponymie du Québec.